# Olympus E-500
Цифрова 8 мегапіксельна однооб'єктивна дзеркальна камера системи Four-Thirds Olympus E-500 (Olympus EVOLT E-500 у  Північній Америці) виготовлялась Японською компанією Olympus Corporation. Фотокамера анонсована 26 вересня 2005 року.
На відміну від свого попередника, камери Olympus E-300, у якій була використана призма Порро із обертанням дзеркала по горизонталі, у камері E-500 використане класична схема  однооб'єкивної дзеркальної камери із розташуванням пентазеркала у верхній частині корпусу.
Камера виходила на ринок у наступних комплектаціях:
- Тільки корпус (без об'єктивів)
- Kit, який включав корпус та стандартний об'єктив Zuiko Digital 14—45 mm
- SE Kit, що включав корпус та стандартний об'єктив Zuiko Digital 17,5—45 mm
- Double kit, що включав комплектацію kit, та додатково об'єктив Zuiko Digital 40—150 mm

Слід зазначити, що у комплектіції SE kit у комплектацію не входила акумулярона батарея Olympus BLM-1 та зарядний пристрій BCM-2, які входили у усі інші комплектації, натомість для живлення камери пропонувалось використовувати тримач LBH-1 для трьох елементів живлення типорозміру CR123A.
Об'єктив Zuiko Digital 17,5—45 мм f/3,5-5,6 продавався лише разом із камерою Olympus E-500 у комплектації SE Kit, і окремо на ринок не вийшов.